# Ordre de Bataille dywizji pancernej PSZ w 1944

## Struktura organizacyjna
- dowództwo i sztab
- kompania sztabowa
- kompania regulacji ruchu
- brygada pancerna
  - dowództwo i sztab
  - 3 pułki pancerne
    - kompania dowodzenia
    - 3 kompanie czołgów
    - pluton łączności

  - pułk piechoty zmotoryzowanej
    - kompania dowodzenia
    - 3 kompanie
    - kompania wsparcia
- brygada piechoty zmotoryzowanej
  - dowództwo i sztab
  - 3 bataliony piechoty
    - kompania dowodzenia
    - 4 kompanie piechoty
    - kompania wsparcia

  - samodzielna kompania ckm
- pancerny pułk rozpoznawczy
- 2 pułki artylerii
- pułk artylerii ppanc
- pułk artylerii plot
- batalion saperów
- batalion łączności
- kompania czołgów zapasowych